# Sultanaat Bangassou
Het sultanaat Bangassou was een Bandia-Nzakarakoninkrijk in Midden-Afrika, gelegen rond de stad Bangassou, aan de rivier Mbomou. Het land werd eind 18e eeuw opgericht als het Bandia Koninkrijk Nzakara en werd rond 1878 een sultanaat. Van 1890 tot 1894 was Bangassou een protectoraat van de Congo-Vrijstaat, de privé-kolonie van Leopold II van België.
Op 14 juni 1890 sloot de sultan van Bangassou een overeenkomst met de Belgische kapitein Alphonse Vangèle waardoor zijn koninkrijk een deel werd van de Congo-Vrijstaat van Leopold II. Zo werd Leopolds privé-kolonie groter en kreeg hij enorme hoeveelheden ivoor in handen. In ruil kreeg de sultan van Bangassou 1500 Belgische vuurwapens om zijn leger te versterken.
Het Belgisch protectoraat over Bangassou bleef bestaan tot in 1894. Daarna werd het overgedragen aan de Franse kolonie Frans-Congo. Nu maakt dit gebied deel uit van de prefectuur Mbomou van de Centraal-Afrikaanse Republiek.